# Helmut Bauer (Widerstandskämpfer)
Helmut Bauer (* 19. Juni 1919 in Saarbrücken; † 11. Februar 1952) war als Mitglied der Weißen Rose Widerstandskämpfer gegen das NS-Regime.

## Leben
Helmut Bauer war stark in der katholischen Jugendorganisation Bund Neudeutschland (ND) engagiert und fand über seine Bekanntschaft mit Willi Graf Anschluss an die Widerstandsgruppe Weiße Rose. Wegen der Aktivitäten der Gruppenmitglieder fahndete die Geheime Staatspolizei im Februar 1943 nach ihm und Heinz Bollinger. Er hielt sich in einer Hütte im Schwarzwald versteckt, wurde dort am 5. März 1943 festgenommen und in das Freiburger Gefängnis verbracht, später in ein Münchener Gefängnis verlegt und dort verhört. Am 19. April 1943 wurde er durch den Volksgerichtshof zu sieben Jahren Zuchthaus verurteilt, es folgte im Mai die Internierung im Zuchthaus Ludwigsburg.
Bei der Gerichtsverhandlung konnte eine aktive Beteiligung Bauers nicht nachgewiesen werden, weil Willi Graf ihn nicht durch eine Aussage belastet hatte. So wurde er verurteilt, weil er das Wissen über die Weiße Rose nicht angezeigt und Informationen aus dem britischen Rundfunk bezogen hatte.
In Ludwigsburg wurde Bauer zur Arbeit als Arzthelfer in der Tuberkulose-Station auf dem Hohenasperg verpflichtet. Ende des Jahres 1943 wurde er ins Zuchthaus zurückverlegt. Am 12. April 1945 wurde er entlassen mit der Feststellung „Bedingte Strafaussetzung“. Durch seine Tätigkeit zog er sich eine TBC-Infektion zu und erkrankte an einer Haftpsychose. Über seinen weiteren Lebensweg gibt die Quellenlage keine Aufschlüsse.